# Liste der Biografien/Ded
Liste der Biografien |
Portal Biografien |
Personensuche
# |
A |
B |
C |
D |
E |
F |
G |
H |
I |
J |
K |
L |
M |
N |
O |
P |
Q |
R |
S |
T |
U |
V |
W |
X |
Y |
Z |
?
 
Da |
Db |
Dc |
Dd |
De |
Dg |
Dh |
Di |
Dj |
Dk |
Dl |
Dm |
Dn |
Do |
Dq |
Dr |
Ds |
Du |
Dv |
Dw |
Dy |
Dz
 
De A |
De B |
De C |
De D |
De E |
De F |
De G |
De H |
De J |
De K |
De L |
De M |
De N |
De P |
De Q |
De R |
De S |
De T |
De V |
De W |
De Y |
De Z 

Dea |
Deb |
Dec |
Ded |
Dee |
Def |
Deg |
Deh |
Dei |
Dej |
Dek |
Del |
Dem |
Den |
Deo |
Dep |
Deq |
Der |
Des |
Det |
Deu |
Dev |
Dew |
Dex |
Dey |
Dez
Die Liste der Biografien führt alle Personen auf, die in der deutschsprachigen Wikipedia einen Artikel haben. Dieses ist eine Teilliste mit 125 Einträgen von Personen, deren Namen mit den Buchstaben „Ded“ beginnt.

## Ded

### Deda
- Dedanwala, Vera (1943–2023), deutsche Politikerin (SPD), MdL
- Dedas Lewana (1854–1936), georgischer Folk-Sänger

### Dede
- Dedê (* 1978), brasilianischer FußballspielerDedê (* 1978)

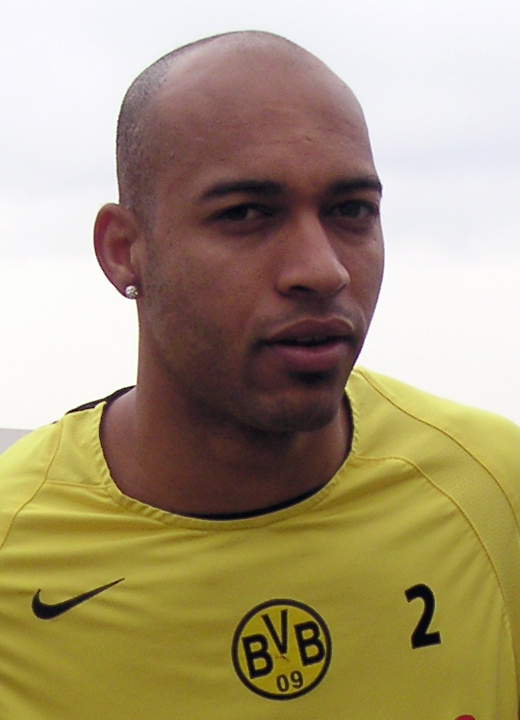
Dedê (* 1978)

- Dedé (* 1988), brasilianischer Fußballspieler
- Dede, Buruno (* 1999), japanischer Sprinter
- Dede, Diren (1996–2014), deutsch-türkischer Schüler, Mordopfer
- Dédé, Edmond (1823–1903), US-amerikanischer Komponist
- Dede, Emel (* 1989), türkische Schauspielerin
- Dede, Johannes (1900–1991), deutscher Diplomat
- Dede, Klaus (1935–2018), deutscher Journalist und Schriftsteller
- Dede, Nayî Osman († 1729), türkischer Kalligraph, Gelehrter, Dichter und Komponist
- Dede, Precious (* 1980), nigerianische Fußballspielerin
- Dedeaux, Rod (1914–2006), US-amerikanischer Baseballtrainer
- Dědeček, Pavel (1885–1954), tschechoslowakischer Dirigent und Musikpädagoge
- Dedeček, Vladimír (1929–2020), slowakischer Architekt
- Dedecius, Karl (1921–2016), deutscher Autor sowie Übersetzer polnischer und russischer LiteraturKarl Dedecius (1921–2016)

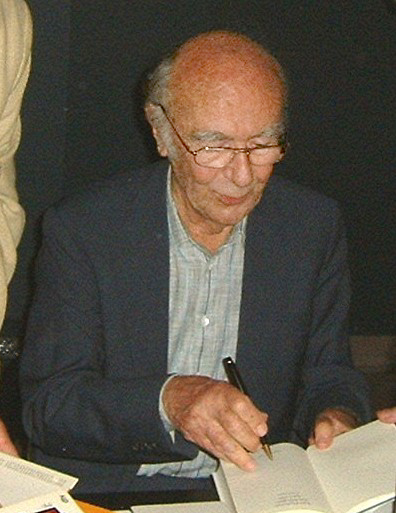
Karl Dedecius (1921–2016)

- Dedecker, Jean-Marie (* 1952), belgischer Politiker und Abgeordneter
- Dedeckere, Norbert (1948–2015), belgischer Radrennfahrer, Weltmeister im Radsport
- Dedek, Magnus (1917–1955), deutscher Politiker (CDU), MdV
- Dedeke, Gerhard (1894–1962), deutscher Pfarrer und Gegner der NS-Kirchenpolitik
- Dedeke, Hans-Gerhard (1904–1975), deutscher Politiker (NSDAP), MdR
- Dedeke, Lewin, braunschweig-lüneburgischer und königlich großbritannischer Hofgoldschmied
- Dedeke, Wilm (1460–1528), deutscher Maler der Spätgotik
- Dedeken, Georg (1564–1628), deutscher Prediger und Publizist
- Dedekind, Adolf (1829–1909), deutscher Jurist
- Dedekind, Alexander (1856–1940), österreichischer Ägyptologe
- Dedekind, Alfred (1875–1947), deutscher Jurist, Ministerialbeamter und Politiker (BNP), MdL
- Dedekind, Andreas Christian (* 1658), deutscher Kantor und Komponist
- Dedekind, Bernhard Julius († 1749), Goldschmied, Münzschneider und Medailleur
- Dedekind, Constantin Christian (* 1628), deutscher Dichter und Komponist
- Dedekind, Friedrich († 1598), deutscher Schriftsteller
- Dedekind, Henning (1562–1626), deutscher Komponist
- Dedekind, Henning (* 1968), deutscher Musiker, Musikjournalist und Übersetzer
- Dedekind, Johann Gottlob, kursächsischer Amtmann
- Dedekind, Julie (1825–1914), deutsche Schriftstellerin und Pädagogin
- Dedekind, Julius (1795–1872), deutscher Jurist
- Dedekind, Richard (1831–1916), deutscher MathematikerRichard Dedekind (1831–1916)

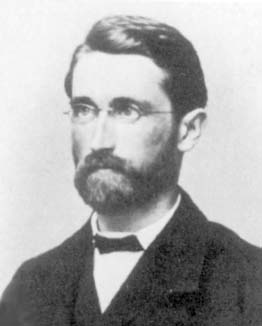
Richard Dedekind (1831–1916)

- Dedel, Margaretha Cornelia (1799–1852), niederländische Wohltäterin
- Dedel, Nicolaas (1597–1646), niederländischer Rechtswissenschaftler
- Dedelley, Jacques (1694–1757), Schweizer Jesuit, Theologe und Philosoph
- Dedelow, Nicolaus, katholischer Theologe und Hochschullehrer
- Dedem van den Gelder, Anthony Boldewijn Gijsbert van (1774–1825), niederländischer General in französischen Diensten
- Dedem, Willem Karel van (1839–1895), niederländischer Politiker und Jurist
- Deden, Kevin (* 1984), deutscher Tennisspieler
- Dedenbach, Michael (1898–1971), deutscher Gewerkschafter und Politiker (SPD), MdL
- Dedenbach, Peter (1875–1952), deutscher christlicher Gewerkschafter und Widerstandskämpfer gegen den Nationalsozialismus
- Dedenroth, Eugen Hermann von (1829–1887), deutscher Schriftsteller
- Dedenroth, Friedrich von (1786–1850), preußischer Generalleutnant, Kommandant der Festung Graudenz
- Dedeoğlu, Beril (1961–2019), türkische Ministerin
- Dederding, Jörg (* 1967), deutscher Ruderer
- Dederer, August (1858–1903), deutscher Architekt
- Dederer, Hans-Georg (* 1967), deutscher Rechtswissenschaftler
- Dederer, Heike (* 1969), deutsche Politikerin (CDU), MdL
- Dederer, Richard (1889–1968), Oberbürgermeister der Stadt Reutlingen
- Dederich, Andreas (1804–1886), deutscher Gymnasiallehrer und Historiker, Ehrenbürger der Stadt Emmerich
- Dederich, Charles E. (1913–1997), US-amerikanischer Gründer von Synanon
- Dederich, Markus (* 1960), deutscher Erziehungswissenschaftler und Heilpädagoge
- Dederichs, Josef (1873–1958), deutscher Landschafts-, Marine- und Tiermaler der Düsseldorfer Schule
- Dederichs, Mario (1949–2003), deutscher Journalist und Buchautor
- Dedering, Kathrin (* 1974), deutsche Erziehungswissenschaftlerin und Hochschullehrerin
- Dederoth, Johann († 1439), Benediktinermönch und Abt der Klöster Clus und Bursfelde
- Dedes, Theodoros (* 1990), griechischer Fußballtrainer
- Dedet, Yann (* 1946), französischer Filmeditor
- Dedewo, Paul (* 1991), nigerianisch-US-amerikanischer Sprinter
- Dédéyan, Charles (1910–2003), französischer Romanist, Komparatist und Literaturwissenschaftler

### Dedi
- Dedi († 957), Graf im Hassegau
- Dedi, Hans (1918–2016), deutscher Unternehmer
- Dedić, Amar (* 2002), bosnischer FußballspielerAmar Dedić (* 2002)

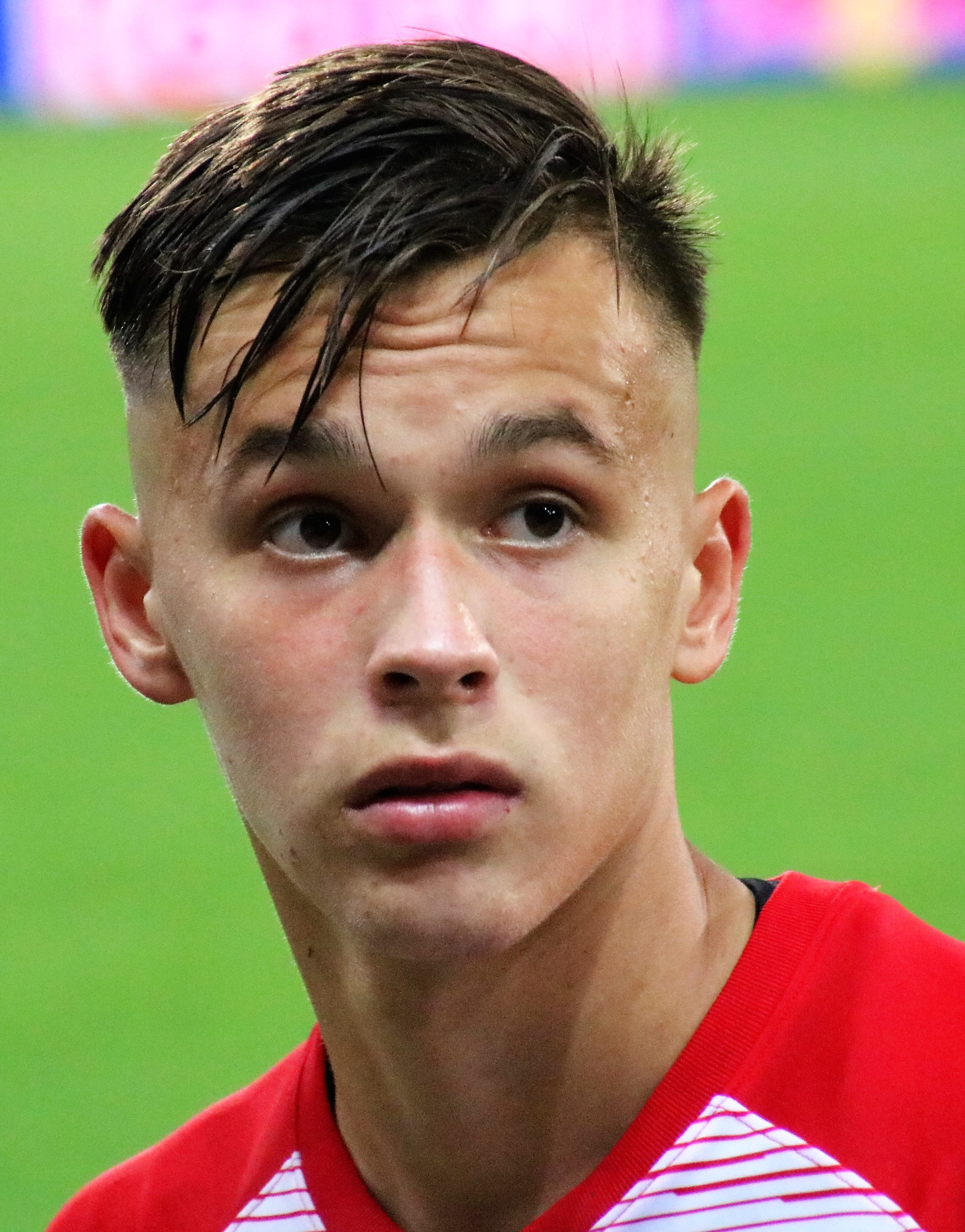
Amar Dedić (* 2002)

- Dedić, Arnel (* 1976), kroatischer Basketballtrainer und ehemaliger -spieler
- Dedić, Arsen (1938–2015), jugoslawischer bzw. kroatischer Sänger, Komponist, Schauspieler und Autor
- Dedić, Matija (1973–2025), kroatischer Jazzmusiker (Piano, Komposition)
- Dedic, Mirela (* 1991), österreichische Handballspielerin
- Dedic, Paul (1890–1950), österreichischer Geistlicher und Kirchenhistoriker
- Dedič, Rusmin (* 1982), slowenischer Fußballspieler
- Dedic, Wolfgang (* 1963), deutscher Fußballspieler
- Dedič, Zlatko (* 1984), slowenischer Fußballspieler
- Dedichen, Louise Kathrine (* 1964), norwegische Vizeadmiralin
- Dedidis, Vasilios (* 2000), griechisch-deutscher Fußballspieler
- Dedie, Olivier († 2010), Schweizer Lokalhistoriker
- Dedienne, Vincent (* 1987), französischer Film- und Theaterschauspieler, Bühnenautor und Theaterregisseur
- Dedieu, Isabelle (* 1956), französische Filmeditorin
- Dedieu, René (1899–1985), französischer Fußballspieler und -trainer
- Dedieu, Virginie (* 1979), französische Synchronschwimmerin
- Dedijer, Vladimir (1914–1990), jugoslawischer Partisan, Journalist, Politiker, Historiker, Autor und Tito-VertrauterVladimir Dedijer (1914–1990)

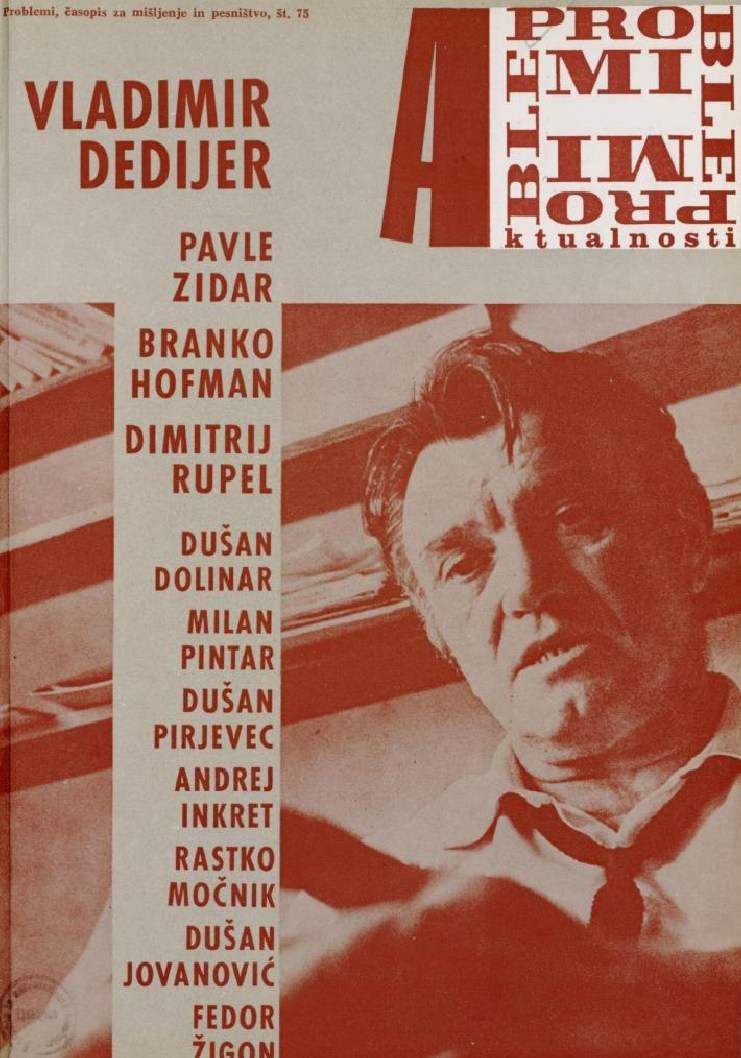
Vladimir Dedijer (1914–1990)

- Dedimar (* 1976), brasilianischer Fußballspieler
- Dědina, Jan (1870–1955), tschechischer Maler und Illustrator
- Dědinová, Aneta (* 1994), tschechische Fußballspielerin
- Dedio, Gunnar (* 1969), deutscher Filmproduzent und Autor
- Deditius, Eugen (1860–1921), Branddirektor und Baurat der Freien und Hansestadt Lübeck
- Dediu, Dan (* 1967), rumänischer Komponist
- Dediya, Ruby (* 1949), nauruische Politikerin

### Dedj
- Dedjuschko, Alexander Wiktorowitsch (1962–2007), russischer Schauspieler

### Dedl
- Dedler, Karin (* 1963), deutsche Skirennläuferin
- Dedler, Rochus (1779–1822), deutscher Komponist

### Dedm
- Dedman, Malcolm (* 1948), englischer Komponist
- Dedmon, Vanessa Jean (* 1987), deutsche SängerinVanessa Jean Dedmon (* 1987)

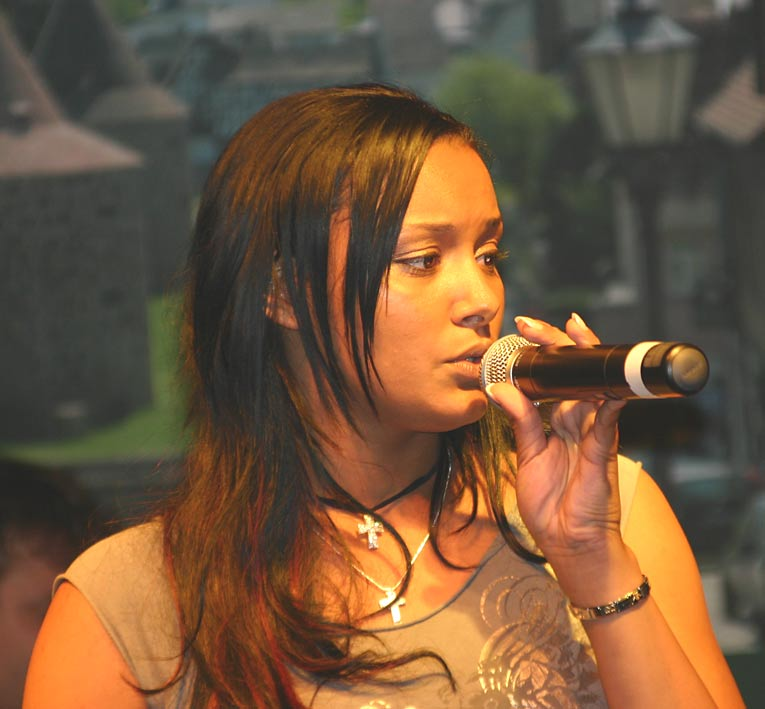
Vanessa Jean Dedmon (* 1987)

### Dedn
- Dednam, Chris (* 1983), südafrikanischer Badmintonspieler
- Dednam, Roelof (* 1985), südafrikanischer Badmintonspieler
- Dedner, Burghard (* 1942), deutscher Germanist

### Dedo
- Dedo I. († 1075), Markgraf der Lausitz
- Dedo I. von Wettin († 1009), Sohn des Grafen Dietrich I. von Wettin
- Dedo II., Markgraf der (Nieder-)lausitz und Graf von Wettin
- Dedo III. († 1190), Markgraf von der Markgrafschaft Landsberg und der Niederlausitz
- Dedo IV. von Wettin (1086–1124), Graf von Wettin
- Dedo, Hozan, kurdischer Musiker in der Schweiz
- Dedo-Brie, Maria (1877–1960), deutsche Lehrerin und Autorin
- Dedola, Romain (* 1989), französischer Fußballspieler
- Dedolph, George (1789–1843), deutscher Jurist und Mitglied der kurhessischen Ständeversammlung
- Dedonder, Ludivine (* 1977), belgische Politikerin
- Dedova, Eva (* 1992), kasachisch-türkische Schauspielerin
- Đedović, Nihad (* 1990), bosnisch-herzegowinischer BasketballspielerNihad Đedović (* 1990)

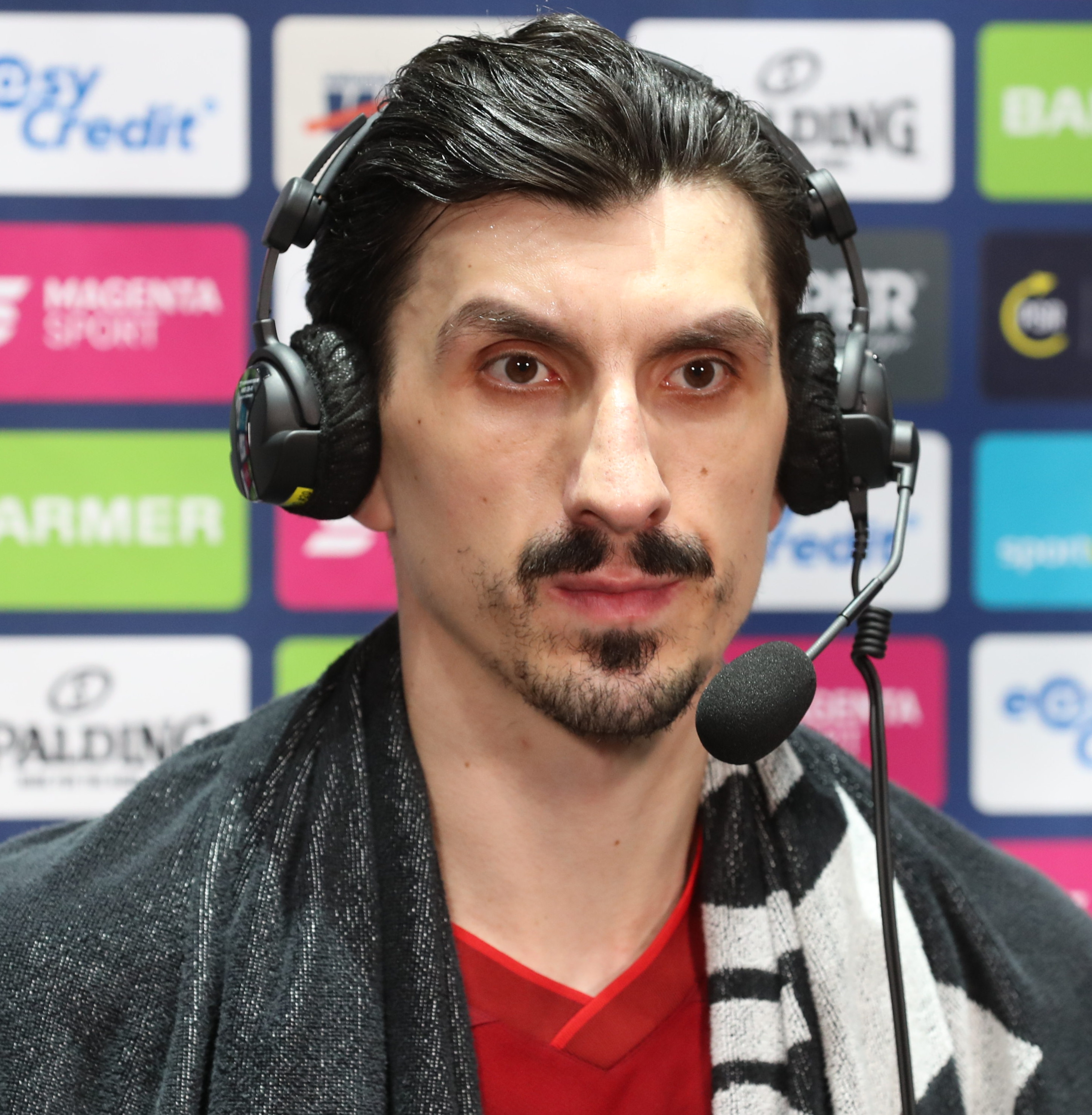
Nihad Đedović (* 1990)

- Dedović, Nikola (* 1992), serbischer Wasserballspieler
- Dedow, Dmitri Iwanowitsch (* 1967), russischer Jurist und Richter am Europäischen Gerichtshof für Menschenrechte
- Dedow, Iwan Iwanowitsch (* 1941), russischer Endokrinologe

### Dedr
- Dedreux, Alfred (1810–1860), französischer Maler
- Dedreux, Natalie (* 1998), deutsche Aktivistin für die Inklusion von Menschen mit Down-Syndrom
- Dedrick, Christopher (1947–2010), US-amerikanischer Musiker und Komponist
- Dedrick, Rusty (1918–2009), US-amerikanischer Jazz-Trompeter, Arrangeur und Komponist
- Dedrle, František (1878–1957), tschechischer Endspieltheoretiker

### Dedu
- Dedual, Julius (1864–1939), Schweizer Jurist und Politiker
- Dedumonth Senebtifi, ägyptischer Wesir
- Dedunow, Pawel Wladimirowitsch (* 1990), russischer Eishockeyspieler
- Dedura, Diego (* 2008), deutscher Tennisspieler
- Dedura, Ignas (* 1978), litauischer Fußballspieler

### Dedy
- Dedy, Helmut (* 1958), deutscher Verbandsfunktionär